# Hilaroleopsis icuapira
Hilaroleopsis icuapira är en skalbaggsart som beskrevs av Martins och Maria Helena M. Galileo 1992. Hilaroleopsis icuapira ingår i släktet Hilaroleopsis och familjen långhorningar.
Artens utbredningsområde är Costa Rica. Inga underarter finns listade i Catalogue of Life.